# Fashion Week (álbum)
Fashion Week é um álbum instrumental do grupo de hip hop experimental Death Grips. Foi lançado de maneira independente, disponível gratuitamente, em 4 de janeiro de 2015, via Third Worlds, sem qualquer anúncio prévio. Foi o primeiro lançamento da banda após sua suposta dissolução em 2014, e também o primeiro lançamento a não apresentar vocais do vocalista MC Ride, o que foi um fator importante em sua recepção mista a positiva pela crítica.
Fashion Week foi lançado em vinil como o primeiro LP em um pacote de LP duplo junto com o EP instrumental Interview 2016 [en] do Death Grips para o Record Store Day de 2016.

## Contexto
O álbum Fashion Week foi descrito pelo grupo como uma “trilha sonora”. Um arquivo .ZIP vazado foi compartilhado no Reddit no final de 2014, contendo 6 faixas do álbum e 2 faixas inéditas, mas foi inicialmente descartado pelos fãs como falso. Os títulos das músicas são os seguintes: “Runway J”, ‘Runway E’ e assim por diante; acrosticamente soletrando a frase ‘JENNY DEATH WHEN’, em referência ao clamor em torno do segundo disco (Jenny Death) do The Powers That B, que acabou sendo lançado dois meses depois.
A arte do álbum apresenta uma imagem do artista Sua Yoo, que desenhou a arte da capa da banda para The Money Store, sentado em uma grande cadeira localizada no Silver Legacy Resort & Casino [en] em na cidade de Reno, em Nevada.

## Recepção da crítica
| Críticas profissionais | Críticas profissionais |
| Pontuações agregadas   | Pontuações agregadas   |
| Fonte                  | Avaliação              |
| ---------------------- | ---------------------- |
| Metacritic             | 74/100                 |
| Avaliações da crítica  |                        |
| Fonte                  | Avaliação              |
| Exclaim!               | 7/10                   |
| Pitchfork              | 6.6/10                 |
| Spin                   | 7/10                   |
| Sputnikmusic           | 2.5/5                  |

O disco recebeu críticas positivas dos críticos de música. No Metacritic, que atribui uma classificação normalizada de 100 às avaliações dos críticos, o álbum recebeu uma pontuação média de 74, o que indica “avaliações geralmente favoráveis”, com base em 5 avaliações.
Calum Slingerland, da revista especializada canadense Exclaim!, sugeriu que a falta de performances de Ride tornou o álbum muito acessível aos novos ouvintes do Death Grips, e o crítico da revista estadunidense Spin, Dan Weiss, comparando o Fashion Week com Ghosts I-IV, do Nine Inch Nails, escreveu que, embora o álbum seja bastante linear, ele ainda tem a “paleta sônica surpreendentemente sombria e imaginativa” do grupo".  O crítico da revista digital britânica The Quietus, Calum Bradbury-Sparvell, descreveu o álbum como “a coleção de faixas mais vibrante e menos ameaçadora que o Death Grips já lançou”.
O crítico musical Anthony Fantano em um vídeo de ranqueamento da discografia do Death Grips afirmou que "ficou muito animado quando ouviu pela primeira vez mas que o disco não o pegou muito" e classificou o álbum como o pior da carreira do grupo.
Uma crítica recorrente à Fashion Week foi a ausência dos vocais de MC Ride, com um crítico sugerindo que os instrumentais “estagnaram” por conta própria.

## Faixas
| N.º            | Título         | Duração |  |
| 1.             | "Runway J"     | 4:09    |  |
| 2.             | "Runway E"     | 3:14    |  |
| 3.             | "Runway N"     | 2:42    |  |
| 4.             | "Runway N"     | 3:01    |  |
| 5.             | "Runway Y"     | 4:01    |  |
| 6.             | "Runway D"     | 4:43    |  |
| 7.             | "Runway E"     | 3:25    |  |
| 8.             | "Runway A"     | 3:37    |  |
| 9.             | "Runway T"     | 2:36    |  |
| 10.            | "Runway H"     | 4:29    |  |
| 11.            | "Runway W"     | 3:29    |  |
| 12.            | "Runway H"     | 3:35    |  |
| 13.            | "Runway E"     | 2:21    |  |
| 14.            | "Runway N"     | 2:01    |  |
| Duração total: | Duração total: | 47:47   |  |

| .ZIP vazado    |                                        |         |  |
| N.º            | Título                                 | Duração |  |
| 1.             | "01 Voco Beat 13 Dark"                 | 4:45    |  |
| 2.             | "02 Darko Drum 12"                     | 3:59    |  |
| 3.             | "03 Day Loop 06"                       | 2:57    |  |
| 4.             | "03 Golden 07"                         | 4:02    |  |
| 5.             | "05 Red Moon 06 Dark"                  | 3:01    |  |
| 6.             | "06 Chateau New Dark"                  | 2:36    |  |
| 7.             | "07 Lepso Arp 08 03.03.14"             | 4:09    |  |
| 8.             | "08 New Bass Loop 08 Outboard 2.23.14" | 3:39    |  |
| Duração total: | Duração total:                         | 29:08   |  |

## Pessoas

### Death Grips
- Zach Hill – bateria
- Andy Morin – teclados, programação
- Nick Reinhart – guitarra (faixa 12)